# Cereus haageanus
Cereus haageanus ist eine Pflanzenart in der Gattung Cereus aus der Familie der Kakteengewächse (Cactaceae). Das Artepitheton haageanus ehrt den deutschen Kakteengärtner Walther Haage.

## Beschreibung
Cereus haageanus wächst strauchig mit reich verzweigten, schiefen bis aufsteigenden Trieben und erreicht Wuchshöhen von bis zu 3 Meter oder mehr. Die schmal zylindrischen, blaugrünen Triebe sind nicht marmoriert und zu ihrer Spitze hin verjüngt. Sie weisen Durchmesser von 2 bis 3 Zentimeter auf. Es sind etwa fünf gerundete Rippen vorhanden, die leicht in Höcker gegliedert sind. Die darauf befindlichen kleinen Areolen sind weiß. Die fünf bis acht dünnen, schwärzlich braunen Dornen sind bis zu 2 Millimeter lang. Die untersten von ihnen erreichen Längen von bis zu 4 Millimeter.

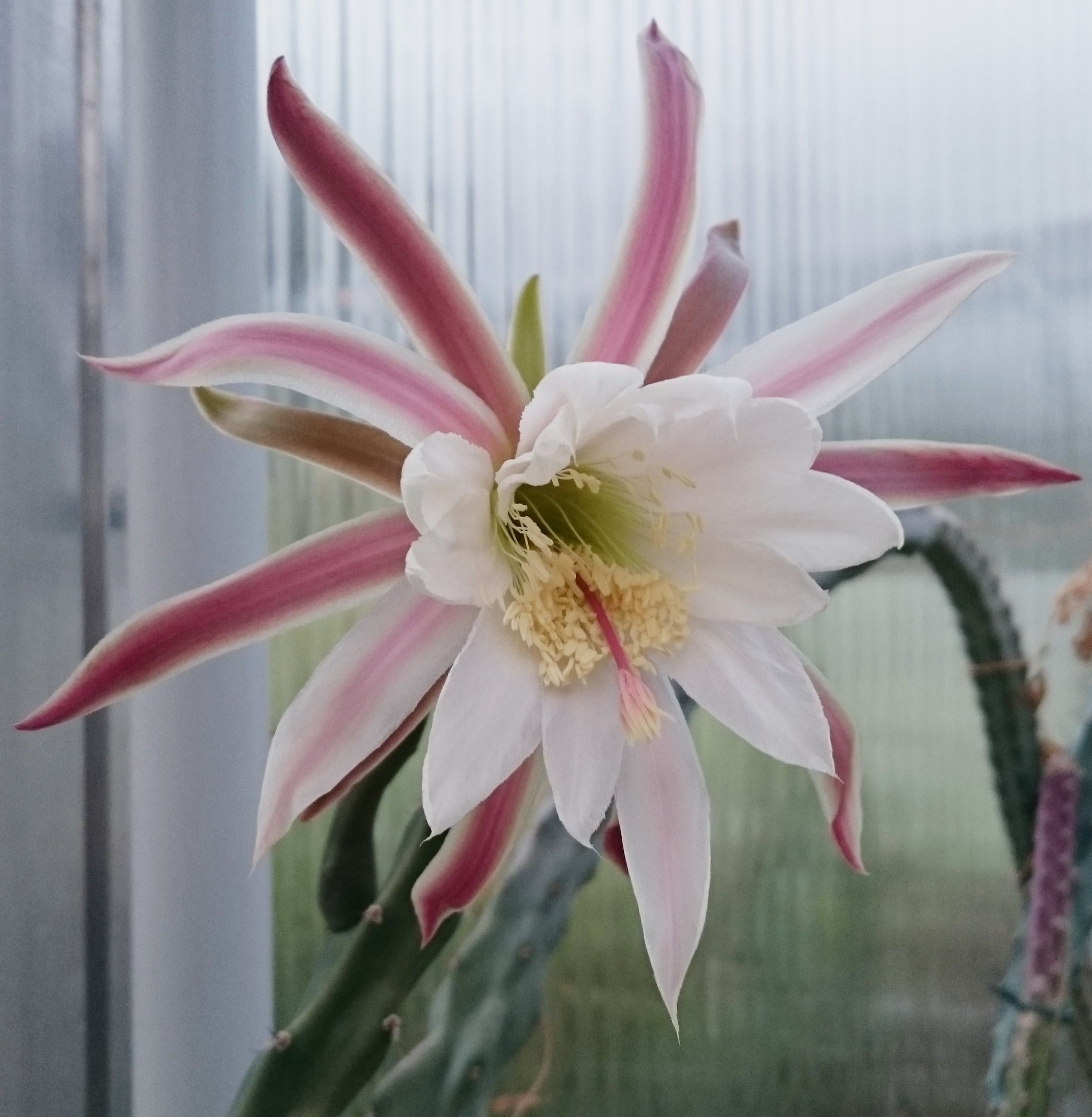
Blüte

Die weißen bis grünlich weißen Blüten sind bis zu 12 Zentimeter lang. Die  Früchte sind ellipsoid.

## Verbreitung und Systematik
Cereus haageanus ist in Paraguay verbreitet.
Die Erstbeschreibung als Monvillea haageana wurde 1948 von Curt Backeberg veröffentlicht. Nigel Paul Taylor stellte die Art 1991 in die Gattung Cereus.

## Nachweise